# Le Mal
Le Mal est un roman de François Mauriac publié pour la première fois le 1er avril 1924 dans la revue littéraire Demain.

## Genèse du roman
L'histoire de ce roman est assez complexe puisqu'il a existé sous différentes formes, publiées pour certaines dans les années 1920, avant de parvenir dans sa forme actuelle en 1955 seulement. Les premiers manuscrits de travail du Mal remontent à 1917-1918. François Mauriac, à la demande de la revue littéraire Demain, retravaille à la hâte le manuscrit en 1923, entre l'écriture de Genitrix (1923) et celle du Désert de l'amour (1925), qui paraît pour la première fois dans la revue commanditaire le 1er avril 1924.
Très mécontent de son travail qu'il considère « bâclé », François Mauriac décide de bloquer au stade des épreuves la parution du roman qui devait se faire en 1924 aux éditions Grasset. Il en autorise une édition tronquée aux meilleurs chapitres, limitée en tirage, et illustrée, en 1926 sous le titre de Fabien par la Librairie Au sans pareil. Devant le succès de cette édition dans les milieux éducatifs catholiques, et après quelques corrections de l'auteur, les éditions Grasset en tirent 3 000 exemplaires en 1935. La version définitive très légèrement retravaillée sur quelques phrases par l'auteur ne paraît seulement qu'en 1955 aux éditions Fayard.

## Résumé
Fabien Dézaymeries vit dans les Landes une enfance et une fin d'adolescence stricte et sous la règle religieuse austère que lui impose, ainsi qu'à son frère aîné Joseph, sa mère, veuve. Les jeunes adolescents vouent leur existence à Dieu ; Joseph en souhaitant devenir prêtre, Fabien en se refusant à tout péché et toute tentation. Dans l'austérité de la maison bourgeoise, une seule fantaisie vient rompre la monotonie deux fois par an à Pâques et à Noël : Fanny Barett, une jeune femme légère, qui vient rendre visite à Thérèse Dézaymeries, sa « marraine » et directrice de conscience. Fabien est littéralement enivré à la présence de la jeune femme, et lutte contre des sentiments qu'il définit mal. Sentant le trouble de son fils, plus impatient chaque année de la prochaine visite, Thérèse demande à Fanny, qui vient de divorcer et de se remarier, de ne plus désormais venir. Celle-ci, à la fois blessée et attirée par le jeune garçon, part en déposant un baiser sur les lèvres de Fabien, le laissant bouleversé par cette révélation sensuelle.
Les années passent et Fabien qui est parti étudier à l'école des chartes à Paris cherche à vingt ans passés un sens à sa vie jusque-là absolument chaste. Son frère Joseph, entré au séminaire tombe gravement malade, et rapatrié dans la maison familiale, meurt d'une pneumonie après quelques semaines. Peiné de ce décès, étouffé par le poids moral de sa mère, il part faire, sur les conseils maternels, un voyage en Italie et à Rome. Après un périple décevant en Ombrie, il décide finalement de ne pas aller dans la cité papale et part pour Venise. Le hasard le fait se trouver face à face avec Fanny descendue dans le même hôtel que lui avec son mari Larsen, avec lequel elle vit désormais une union mutuellement très libre. Fabien, face à ses fantasmes et émois amoureux de l'adolescence, ne peut résister à Fanny qui, avec le consentement de Larsen, peut enfin consommer le fruit de sa vengeance vis-à-vis de Thérèse. Les deux amants s'unissent et rentrent ensemble à Paris où désormais ils vont vivre quelques mois une passion amoureuse trouble et insatisfaisante pour les deux.
Un soir que Fabien fréquente le salon parisien de Fanny, il fait la connaissance, lors du spectacle à l'opéra qui poursuit la soirée, de Colombe, la filleule officielle du mari de Fanny qui se trouve en réalité être sa fille illégitime. Sous le charme de cette très jeune femme de 18 ans qui lui apparaît être l'incarnation de la pureté et de sa région maternelle (il se trouve qu'elle aussi a grandi à Bordeaux), il se met en tête de la séduire, regardant dès lors sa vieille maîtresse avec dégoût. Sentant le danger pour sa fille, visiblement fortement attirée par le beau Landais, Larsen le discrédite publiquement aux yeux de celle-ci et l'éloigne de Paris en décidant de l'envoyer dans un couvent à Bruxelles. Fabien repousse alors violemment Fanny, qui tente de mettre fin à ses jours. Après avoir abandonné ses études, Fabien cherche, par devoir autant que par dépit, à retrouver sa place auprès de sa maîtresse, qui le traite alors avec froideur. Il tombe gravement malade et sa mère, qui vient le chercher à Paris pour le ramener dans la maison familiale, découvre le drame de son fils et sa relation avec la « pécheresse bannie » des années auparavant. Dans les Landes, il sera soigné autant pour son corps par le médecin, que pour son âme par le prêtre et déchirera sans les lire une à une, et sous le regard de sa mère, les lettres que lui envoie Fanny.

## Éditions
- Fabien, illustrations Hermine David, Librairie Au sans pareil, 1926.
- Le Mal, Bibliothèque Grasset, 1935.
- Le Mal, éditions Fayard, 1955.